# Cahinnio
Cahinnio, pleme američkih Indijanaca porodice Caddoan koje je u domorodačko vrijeme živjelo uz rijeku Ouachita u Arkansasu. Bili su jedno od plemena koje je pripadalo plemenskom savezu Kadohadacho (Caddo vlastiti). Prema Hodgeu, oni bi mogli biti narod koji je živio u provinciji koju stari dokumenti nazivaju imenom Tula i koje su Španjolci respektirali zbog njihove borbenosti i hrabrosti. Prvi ih spominje De Soto koji u desetom mjesecu 1541. sa svojom armijom dolazi u Tulu. Godine 1687. i Sieur de la Salle posjećuje njih i plemena Nasoni i Kadohadacho. Kao pleme nestali su krajem 18. stoljeća.

## Vanjske poveznice
- Cahinnio Indian Tribe History